# Ruffy Péter
Ruffy Péter (Nagyvárad, 1914. július 28. – Budapest, 1993. december 28.) Pulitzer-emlékdíjas (1991) erdélyi magyar újságíró, író.

## Munkaállomásai

### Brassó
Ruffy Péter az irodalmi rangú újságírás művelője; riporter és közíró. Pályáját az 1930-as évek derekán kezdte. Két nagyváradi napilapnál (Magyar Szó, Erdélyi Lapok) eltöltött „inaskodás” (1933–1934) után 1935-ben a fénykorát élő Brassói Lapok fogadta munkatársul. A két háború közti erdélyi közéletnek ez a legdemokratikusabb, legnyitottabb szellemiségű lapja a kezdő újságíró számára állandó publikációs lehetőséget biztosított, s egyszersmind politikai s erkölcsi előiskolául szolgált. Ruffy maga majd félszázadnyi idő távolából „legértékesebb újságírói műhelyének” tartja, mert az egykori szerkesztőség légkörében sajátította el a hírlapírás mesterségbeli fogásait. A Brassói Lapok hasábjain megjelent tudósításai, riportjai, interjúi hiteles pillanatfelvételek a kisebbségi magyarság akkori léthelyzetéről. Kordokumentum-értékük vitathatatlan, újraolvasásuk mai szemmel nézve sem tanulságok nélküli.

### Budapest
A második bécsi döntést követően a lap megszűnni kényszerült, nyomdáját szétrombolta a Vasgárda, munkatársi közössége szétszóródott. Ruffy Péter 1940 őszén a pesti Az Újság című liberális laphoz került, ennek szerkesztőségében dolgozott a német megszállásig, amikor is a lapot betiltották. Erre az időszakra emlékezve írja: „Riportot írtam és publicisztikát, gyakran foglalkoztam erdélyi kérdésekkel is. S azt írtam meg, amiben hittem, amíg csak lehetett.”
Olykor valóban kivételes történelmi pillanatok tanúja, például 1947-ben Oroszváron, a párizsi békeszerződést követő területátadásnál (Oroszvár, 1947), vagy 1954-ben, a baranyai Szabadszentkirályon. Ez utóbbi helységről írt riportja nemcsak azért figyelmet érdemlő, mert benne szociográfiai hitelességgel bizonyítja az ötvenes évek beszolgáltatási rendszerének tarthatatlanságát, hanem azért is, mert megfogalmazza a riporter-közíró ars poeticáját: "Az írás nem arra való, hogy játsszunk vele; ez arra való eszköz, hogy kimondjuk általa az igazat." Valóban, Ruffy Péter egész munkásságát áthatja az „igazat kimondani” szenvedélyes vágya.
1945 után Ruffy Péter az ország újjáépítésének talán legfürgébb tollú tudósítója. Szinte mindenütt ott van, ahol „történik valami”.

## Kötetei

### Szórakoztató irodalom
- Párizsi szerelem; Áchim, Bp., 1943 (Százezrek könyve)
- 3 szerelem; Áchim, Bp., 1943 (Százezrek könyve)
- Három kölyök; Aurora, Bp., 1943
- Egy éjszaka a fronton; Magyar Királyi Honvéd Haditudósító Osztály, s.l., 1943
- Tizenhármas befutó; Aurora, Bp., 1943
- Főnyeremény; Hungária Ny., Bp., 1944 (Érdekes könyvek)
- Egyszerű családból származott; Franklin, Bp., 1944 (Új magyar regények)

### Gyűjteményes riportkötetei
- Göcsejtől Hegyaljáig. Riportok; Szépirodalmi, Bp., 1955
- Romlás. Riportok a rumról (1957)
- Harminchárom élet; Magvető, Bp., 1957
- Romlás. Riportok a rumról; Kossuth, Bp., 1957 (Hétköznapok)
- Arcképek és történetek (1962)
- Csavargások (1963)
- Egy napom (1966)
- A riporter visszanéz (1967)
- Baróti Géza–Ruffy Péter–Kristóf Attila: Hazai történetek; fotó Vámos László; Gondolat, Bp., 1970
- Úttalan utakon (1974)
- Világaim; Szépirodalmi, Bp., 1979
- A türelem ösvényén. Riportok és vallomások egy emberöltőről; Magvető, Bp., 1985

### Útleírásai
- Varsói hajnal. Lengyelországi útiélmények (1961)
- Szegedi képeskönyv (1964)
- Hazánk szíve, Budapest (1968)
- Hazánk szíve, Budapest; 4. jav. kiad.; Móra, Bp., 1980

### Történeti publicisztika
- Bujdosó nyelvemlékeink. A Tihanyi alapítólevéltől a Bori noteszig; Móra, Bp., 1977
- Koronánk könyve (1981)
- A későn született ember. A Pongrácz nemzetség kora és alkonya; Magvető, Bp., 1987
- Magyar ereklyék, magyar jelképek (1988)

## Díjak, elismerések
- Rózsa Ferenc-díj II. fokozat (1960)[4][5][6]
- Aranytoll díj (1980)[7]
- Joseph Pulitzer-emlékdíj (1991)
- Petőfi-díj (posztumusz, 1994)